# Revista de Educación
Revista de Educación, (gener de 1911 – juny de 1913), editada a Barcelona fou portaveu del moviment renovador de l'educació. Va ser fundada per Joan Bardina.
La Revista de Educación nasqué per cobrir la necessitat de fonamentació teòrica i pràctica de la renovació pedagògica que vivia Espanya i especialment Catalunya aquells anys. Fou dirigida pel seu fundador Joan Bardina i Casterà des del gener de 1911 fins al desembre d'aquell mateix any. Després fou dirigida per Eladi Homs. La publicació continuava la Revista Catalana d'Educació de brevíssima vida.
Editada per la Sociedad General de Publicaciones, tenia una periodicitat mensual i una extensió d'un centenar de pàgines. Com diu a la seva presentació, lluny de les revistes professionals coetànies atapeïdes de disposicions legals i administratives, vol ser una revista que aporti elements sobre una nova educació al servei de la regeneració que la societat necessita.

## Contingut
La revista partia d'una visió pluralista i transversal del moviment renovador. Es poden trobar col·laboracions de personalitats de la Institución Libre de Enseñanza com Francisco Giner de los Ríos al costat d'articles de catòlics amb preocupació social com Andrés Manjón.També aplegava textos clàssics per a la formació dels mestres com ara Llull, Fenelon o Emerson. Al costat d'útils eines didàctiques com la sèrie d'articles d'Eladi Homs.
La Revista de Educación, seguint l'esquema de la seva predecessora en català', es dividia en les següents seccions: " Pedagogia viva" que dirigí Eugeni d'Ors, articles extensos, "documentació", notícies d'interès pedagògic d'aquí i estrangeres, "consultes" respostes des de la redacció i reproducció d'articles notables apareguts en altres revistes professionals.
La revista dirigida per Joan Bardina i Eladi Homs se situà al costat de les millors revistes educatives coetànies. Miguel de Unamuno la descriví com "lo único verdaderamente serio que en su género se ha hecho hasta ahora en España". Alexandre Galí la qualificà de "la primera revista moderna d'Educació digna d'aquest nom publicada a Espanya"

## Col·laboradors
Del nivell de qualitat de la Revista de Educación en donen fe el prestigi i reconeixent professional dels seus col·laboradors. Entre altres hi troben Manuel Ainaud, director del Nou Col·legi Mont d'Or; Federic Godás, director del Liceu Escolar de Lleida; Joan Palau Vera, impulsor del mètode Montessori i fundador del Col·legi Mont d'Or, Pau Vila geògraf i fundador de l'Escola Horaciana, Josep Pedragosa destacat educador social. També mestres de reconegut prestigi com Bosch i Cusí, Salvador Genís, Llorenç Jou, Silvestre Santaló, Felipe Solé i Olivé, Rosa Sensat, Blai Vernet, Josep Dalmau Carles, Joan Benejam, Fèlix Martí Alpera o Pilar Bertomeu.
També professorat universitari o d'escoles superiors com Josep Agell, Lluís Folch i Torres, Agustín Muroa, Alexandre de Tudela o Eugeni d'Ors.
Així com professionals, pedagogs, intel·lectuals i polítics com Víctor Melcior, Bonaventura Conill, Josep Puig i Cadafalch, Eudald Canibell, Enric Jardí, Francesc de Barbens, Josep Viader, Joan Llongueras, Eladi Homs, Manuel Bartolomé Cossio, Andrés Manjón, Francisco Giner de los Ríos, Rafael Altamira o el propi Joan Bardina.

## Portaveu de la nova educació
L'alt nivell tècnic i teòric de la Revista de Educación la va convertir en una avantguarda del moviment que proposava una nova orientació pedagògica i rebutjava les bases teòriques i la metodologia de l'escola tradicional.
Enfront de la Revista de Educación, el mateix any 1911 s'havia fundat, també a Barcelona, la revista La Educación Hispanoamericana (1904-1927) creada i dirigida pel jesuïta empordanès Ramon Ruiz Amado. La qual, des d'una visió integrista i defensora del règim de la Restauració, s'oposava a l'Escola Nova i la pedagogia activa que són vistes per aquest catolicisme conservador com una expressió de l'anomenat "modernisme" en el camp pedagògic.